# Masa Planes

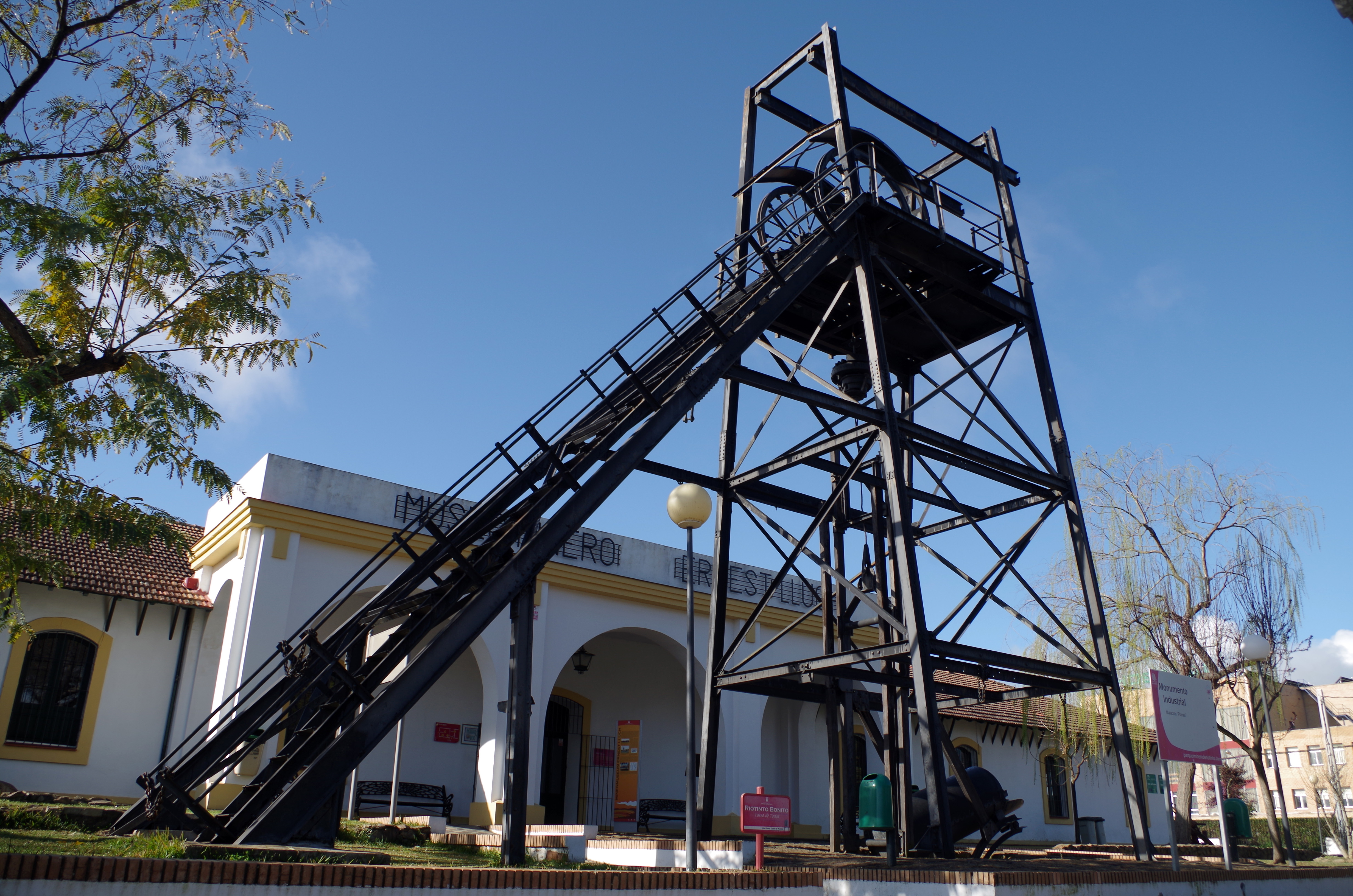
Vista del Malacate de Masa Planes, en el Museo Minero de Riotinto.

La Masa Planes fue una masa mineral localizada en la cuenca minera de Riotinto-Nerva, dentro de la provincia de Huelva, entre los municipios de Minas de Riotinto y Nerva. La fisonomía de la zona se ha visto alterada de forma considerable lo largo de su historia debido a las diversas labores mineras que se han realizado.

## Historia
Aunque la información es limitada, se tiene constancia de que en época romana se realizaron labores de minería subterránea en la zona de Planes. En este sentido, en época contemporánea se han localizado norias romanas que evidencian los trabajos de contramina. En 1873 los yacimientos de la zona pasaron a manos de la Rio Tinto Company Limited (RTC). Inicialmente en el área de Planes se levantó una planta de cementación para obtener cobre por vía húmeda. No sería hasta 1922 cuando comenzó a explotarse esta masa, tras ser descubierta en una campaña de exploración de la RTC. Se practicaron labores de extracción subterránea, para lo cual se habilitó un pozo maestro y un malacate. Los trabajos mineros continuaron hasta 1954, con el agotamiento de las reservas de la masa.
En 1986 la boca del pozo de Masa Planes fue cubierta con estériles procedentes de Cerro Colorado. El malacate original se encuentra preservado en el Museo Minero de Riotinto.